# مگس‌مرغ حنایی
مگس‌مرغ حنایی (نام علمی: Selasphorus rufus) نام یک گونه از زیرخانواده مرغ مگس است.